# Den sidste Rose
Den sidste Rose er en dansk stum melodramafilm fra 1913 produceret af Filmfabrikken Skandinavien. Filmens instruktør er ukendt.
Filmen havde dansk premiere den 25. september 1913 i Filmfabrikkens egen biograf Biorama.

## Handling
De to unge fiskere Robert og Frants er begge er forelskede i Edith, datter af fyrmesteren i Fjordby. Edith vælger Robert, men fyrmesteren kræver, at han rejser ud og tjener penge, før han kan gifte sig med hende. Frants foreslår, at de rejser sammen til Amerika for at finde guld, men han bærer nag og planlægger hævn. I Klondike stjæler Frants Roberts guld og sender et falsk brev til Edith, hvor han påstår, at Robert er død. Edith gifter sig med Frants, men Robert vender tilbage og afslører sandheden. Edith mister forstanden, og Robert og Frants ender i en dødelig kamp, hvor begge drukner. Edith kaster hver aften roser på havet som en hyldest til sin tabte kærlighed.

## Medvirkende
- Lauritz Hansen - Christian Wang, fyrmester i Fjordby
- Helga Hansen - Edith, fyrmesterens datter
- Jon Iversen - Frants, ung fisker
- Elith Pio - Robert, ung fisker
- Edmund Petersen - Winge, præst i Fjordby
- Emy Lund - Roberts gamle mor
- Alfred Kjøge - Billy Clark, guldgraver
- Ejnar Nathansen - Tom Hobson, guldgraver
- Arnold Petersen - Willy Burnes
- Waldemar Wennerwald - Vært i en bar
- Anna Müller - Mary
- Dagmar Birck - En pige
- Christian Kørne - En tjener

## Reflist
1. ↑  Program for filmen, dfi.dk